# Рогатковые
Рогатковые, или керчаковые (лат. Cottidae) — семейство морских и пресноводных лучепёрых рыб отряда скорпенообразных.

## Описание
Общая длина тела керчаковых от примерно 5 см у некоторых мелких видов до 1 м у Scorpaenichthys marmoratus. Тело часто кажется голым, обычно покрыто чешуей, различными костными пластинками или спрятанными в коже шипиками, но никогда не покрыто полностью пластинками, образующими панцырь. Голова обычно широкая, уплощенная, вооружена колючими шипами, часто имеющими вид рогов. Для всех представителей семейства характерны два хорошо выраженных спинных плавника (разделенных или соприкасающихся), из которых первый всегда меньше второго. Хвостовой плавник хорошо отделен от второго спинного и анального, обычно усечённый или закругленный, его лучи ветвистые. Грудные плавники большие. Брюшной плавник расположен под грудными, у одного вида отсутствует. В нём одна колючка и 2—5 (обычно 2 или 3) мягких лучей, первый нечленистый луч всегда соединен с первым членистым, образуя как бы один луч. Анальный плавник без колючих лучей, по длине равен второму спинному. Плавательный пузырь у взрослых рыб отсутствует. Глаза обычно большие, расположены высоко на голове. Боковая линия одна. Зубы слабые многочисленные щетинковидные. Самцы некоторых видов имеют совокупительный орган — урогенитальную папиллу.

## Ареал и места обитания
Ареал семейства охватывает северное полушарие, восточную Австралию, прибрежные воды Новой Гвинеи и Новой Зеландии. Наибольшее разнообразие видов керчаковых в прибрежных водах северной части Тихого океана, меньше их в Арктике и Северной Атлантике; представители пяти родов распространены в пресных водоемах Евразии и Северной Америки; в южном полушарии встречаются только 4 глубоководных вида рода Antipodocottus, обитающие в водах около Австралии, островов Кай западнее Новой Гвинеи и Новой Зеландии. Большинство видов семейства морские, обитающие вблизи берегов, у дна. Есть эндемичные виды, например голомянки обитают только в озере Байкал. 

## Классификация
В составе семейства выделяют три подсемейства с 70 родами и 282 видами:
- Alcichthys Jordan and Starks, 1904
- Andriashevicottus Fedorov, 1990
- Antipodocottus Bolin, 1952
- Archistes Jordan and Gilbert in Jordan and Evermann, 1898
- Argyrocottus Herzenstein, 1892
- Artediellichthys Taranetz, 1941
- Artediellina Taranetz, 1937
- Artedielloides Soldatov, 1922
- Artediellus Jordan, 1885 — Крючкорогие бычки
- Artedius Girard, 1856
- Ascelichthys Jordan and Gilbert, 1880
- Asemichthys Gilbert, 1912
- Astrocottus Bolin, 1936
- Atopocottus Bolin, 1936
- Batrachocottus Berg, 1903 — Большеголовые широколобки
- Bero Jordan and Starks, 1904
- Bolinia Yabe, 1991
- Chitonotus Lockington, 1879
- Clinocottus Gill, 1861
- Cottiusculus Schmidt in Jordan and Starks, 1904
- Cottocomephorus Pellegrin, 1900 — Желтокрылки
- Cottus Linnaeus, 1758 — Подкаменщики
- Daruma Jordan and Starks, 1904
- Enophrys Swainson, 1839 — Рогатые бычки
- Furcina Jordan and Starks, 1904
- Gymnocanthus Swainson, 1839 — Шлемоносные бычки
- Hemilepidotus Cuvier, 1829
- Icelinus Jordan, 1885
- Icelus Krøyer, 1845 — Ицелы
- Jordania Starks, 1895
- Leiocottus Girard, 1856
- Leocottus Taliev, 1955 — Песчаные широколобки
- Lepidobero Qin and Jin, 1992
- Leptocottus Girard, 1854
- Megalocottus Gill, 1861 — Дальневосточные широколобки
- Melletes Bean, 1880
- Mesocottus Gratzianov, 1907 — Амурские широколобки
- Micrenophrys Andriashev, 1954
- Microcottus Schmidt, 1940
- Myoxocephalus Tilesius, 1811 — Керчаки
- Ocynectes Jordan and Starks, 1904
- Oligocottus Girard, 1856
- Orthonopias Starks and Mann, 1911
- Paracottus Taliev in Berg, 1949 — Каменные широколобки
- Paricelinus Eigenmann and Eigenmann, 1889
- Phallocottus Schultz, 1938
- Phasmatocottus Bolin, 1936
- Porocottus Gill, 1859
- Pseudoblennius Temminck and Schlegel, 1850
- Radulinopsis Soldatov and Lindberg, 1930
- Radulinus Gilbert, 1890
- Rastrinus Jordan and Evermann, 1896
- Ricuzenius Jordan and Starks, 1904
- Ruscarius Jordan and Starks, 1895
- Scorpaenichthys Girard, 1854
- Sigmistes Rutter in Jordan and Evermann, 1898
- Stelgistrum Jordan and Gilbert in Jordan and Evermann, 1898
- Stlegicottus Bolin, 1936
- Stlengis Jordan and Starks, 1904
- Synchirus Bean, 1890
- Taurocottus Soldatov and Pavlenko, 1915
- Taurulus Gratzianov, 1907 — Бычки-буйволы
- Thyriscus Gilbert and Burke, 1912
- Trachidermus Heckel, 1837
- Trichocottus Soldatov and Pavlenko, 1915
- Triglops Reinhardt, 1830 — Триглопсы
- Triglopsis Girard, 1851 — Рогатки
- Vellitor Jordan and Starks, 1904
- Zesticelus Jordan and Evermann, 1896